# 詩を書く少年
『詩を書く少年』（しをかくしょうねん）は、三島由紀夫の短編小説。三島の自伝的作品である。詩の天才と自認し、詩作の幸福に酩酊していた少年が、或る親しい先輩の恋愛の告白の中からその滑稽さと、自らの無意識のナルシシズムを発見し自意識に目ざめる物語。詩作に耽溺していた15歳の頃の自分を、30歳を前にした三島が冷静に顧みた私小説的作品で、少年（三島）が詩人にならずに小説家になったその転機と、三島文学全体にわたる一つの主題を考察する上で、重要な手がかりとなる作品である。なお、作中に登場する文芸部の先輩Rのモデルは、三島の学習院時代の先輩であった坊城俊民である。

## 発表経過
1954年（昭和29年）、雑誌『文學界』8月号に掲載された。単行本は2年後の1956年（昭和31年）6月30日に角川書店より刊行された。同書には他に10編の短編が収録されている。文庫版としては、1968年（昭和43年）9月15日に新潮文庫より刊行の『花ざかりの森・憂国――自選短編集』に収録された。
翻訳版は、Ian Hideo Levy訳（英題：The Boy Who Wrote Poetry）、中国（中題：寫詩的少年）などで行われている。

## 執筆動機
自身で〈私小説〉〈半ば自伝的な作品〉だという『詩を書く少年』を執筆した動機について三島由紀夫は、自分を詩人だと信じていた少年時代の幸福感を定着しておきたいという思いもあったとしている。
また、自分が〈詩人〉ではなかったことを発見し、〈小説家〉になった転機を書いておかなければならなかったとしている。
なお、『詩を書く少年』のRのモデルとなった坊城俊民は、当時三島と「〈詩人〉の定義」で言い争ったことがあるとし、「私が龍之介の文学論を盾に、最も純粋な文学者を詩人とよんだのに対し、三島は〈小説家〉と〈詩人〉を峻別して譲らなかった」と述べている。また、三島は自身を〈詩人〉と思い込み、坊城と手紙の交換をしていた14、15歳の頃が、〈小生の黄金時代〉で、その時以上の〈文学的甘露〉はなかったと自決の6日前に回顧している。

## 主題
三島は『詩を書く少年』を、『海と夕焼』『憂国』と並んで、〈私にとつてもつとも切実な問題を秘めたもの〉として、『詩を書く少年』には、〈少年時代の私と言葉（観念）との関係が語られてをり、私の文学の出発点の、わがままな、しかし宿命的な成立ちが語られてゐる〉と説明している。
なお三島は、『詩を書く少年』と『海と夕焼』との関連性に触れ、『海と夕焼』は『詩を書く少年』の〈絵解きとも見るべき作品〉だとし、『海と夕焼』の〈つひに海が別れるのを見ることがなかつた少年の絶望〉は、『詩を書く少年』の〈自分が詩人でないことを発見した少年の絶望〉と同じだと解説している。また『海と夕焼』の主題を、〈おそらく私の一生を貫く主題になるもの〉として、自身の〈問題性〉である〈「なぜあのとき海が二つに割れなかつたかといふ奇蹟待望」が自分にとつて不可避なことと、同時にそれが不可能なこと〉は、『詩を書く少年』を書いた15歳の頃から、〈明らかに自覚されていた筈〉と自己分析している。

## あらすじ
15歳の少年は詩を書き、それはまったく楽に次から次へと、すらすらと出来た。少年の詩は先輩の間でも評判となり、彼も自分のことを天才だと確信していた。詩が生れ、世界が変貌するとき、少年は至福を感じた。
5年も先輩のRという文芸部委員長が、少年を贔屓し構ってくれ、少年もRを好きになった。Rは自分自身を不遇な天才だと考え、年齢の差に関係なく、少年をはっきり天才だと認めてくれたからだった。天才同士は友達になるべきだと少年は考えた。二人は毎日長い手紙のやりとりをし、文通の日課は楽しく、お互いの近作の批評、日々の挿話、美しいと思った少女の印象、見た夢の叙述などが交わされた。
Rの手紙には、憂鬱や不安、現実に対する危惧、苦さの翳があった。それは少年には縁のないように思われた。青春は少年にはまだ遠かった。自分の中に発見する醜さは忘れ、美しいものを作る人間が醜いなどということはありえないと、少年は考えた。何かの欠乏から詩が生れるなどとは深く意識せず、少年は詩の源泉を、天才という便利な一語で片付けていた。
少年の書く詩はだんだん恋愛の素材が増えたが、まだ恋をしたことはなかった。しかし彼は未経験を少しも嘆かず、「まだ体験しない世界の現実と彼の内的世界」との間に、対立も緊張関係もなかったし、或る不条理な確信によって、自分がこの世でいまだに体験していない感情は一つもないと考えることさえできた。しかし少年は、自分には「少年らしい粗雑な感激性」が欠けていることも、一方で認知していた。
ある日、授業が退けた後、文芸部の部室でRは少年に恋愛の悩みを打明けた。彼は若い人妻と愛し合い、父に気づかれ仲を割かれていた。少年は先輩から相談をされた嬉しい虚栄心から、精一杯まじめな慰めで、「きっといい詩ができるでしょう」と、ゲーテの例をとりながら言った。しかしRは、「君にはまだわからないんだよ」と言い、少年はその言葉に深く傷ついた。少年は、この人は天才じゃなかったんだと心の中で嘲った。Rの恋は本当の恋だったが、その告白は少年にとって何一つ未知な要素はなかった。すべてはすでに古典に書かれ、書かれた恋や詩になった恋の方が美しかった。
Rは、永々と恋人の美しさを語り、彼女がRの額を美しいと褒めたことを自慢した。少年はそのおでこを「美しい」とは全く思わなかった。その時、少年は目ざめ、「恋愛とか人生とかの認識にうちに必ず入ってくる滑稽な夾雑物」を見た。自分も似たような思い込みを抱き、人生を生きつつあるのかもしれない、「ひょっとすると、僕も生きているのかもしれない」と少年はぞっとし、「僕もいつか詩を書かないようになるかもしれない」と生れてはじめて思った。

## 登場人物
少年
15歳。学習院の文芸部に所属。詩を書き綴り、学内で発表。周囲からもてはやされている。自涜過多のために貧血症だが、まだ自分の醜さは気にならない。少年にとって詩は、こういう生理的ないやな感覚とは別物だった。毎日、辞書を丹念に読む。自分は天才だから夭折する運命に襲われると信じる。
R
少年の文芸部の先輩。5年上。ある侯爵家の嫡男。リラダンを気取り、自分の堂上家の一門を誇り、古い貴族文芸の伝統に対する耽美的な哀惜の念を作品に書く。詩と小品の自費出版の本を出したことがある。
学生監
教官よりも生徒たちに恐れられている存在。学生監室にわざわざ少年を呼び出し、詩を読んだことを告げ、やさしく接する。「君はシラーになろうとしてはいけないよ。ゲーテになるべきだ」と言う。

## 作品評価・研究
『詩を書く少年』は三島の自伝的作品で、三島の少年時代を窺い知るにあたって大きな参考となるものの一つであると同時に、三島にとっての「詩」と「小説」の関係性を論じる上で取り上げられることの多い作品である。また、森鷗外のエッセイ『サフラン』や、谷崎潤一郎の小説『神童』など、作家が自身の早熟な少年期を回顧したものとして、三島の『詩を書く少年』もそれらと同じ位置づけの作品とみられている。
野島秀勝は、「『金閣寺』に至る三島文学の傑作の底に響く主調音」として、「被疎外の意識」といった概念を考察し、「『仮面の告白』は、三島が、『詩を書く少年』の詩人としての贋物性の認識と共に、その幸福の贋物性を明視したところに成立した」とし、三島が自己を「贋物性」と見る「外部を定位」し、その自己の外部に対する関係を「被疎外」という概念で捉えている、といった構図を考察している。佐藤秀明は、この野島の規定した「被疎外」が、神西清の言うところの「否定に呪われたナルシシスム」に当るとし、神西の場合は、それを三島の「自己内部の問題」として捉えていると解説している。
高橋和幸は、『詩を書く少年』を分析しながら、「三島文学の初期から中期への移行は、このような詩そのものの幸福から、詩と詩人が分離し、外界と内界の醜悪さや不完全性、不足を批判攻撃することが文学創造の原動力となっていた」とし、「詩そのもの」と「詩人」の分離を明らかして、三島のなかに成立した「批評家的な目」により、「小説家として独り立ちする」ことを論考している。
佐藤秀明は、『詩を書く少年』で語られる、詩が生れるときの〈幸福〉に、「冷水を浴びせる」ものが、「〈現実〉すなわち〈僕も生きてゐるのかもしれない〉という予感」であることから、この〈詩〉の〈幸福〉や、『海と夕焼』の〈奇蹟〉を、「現実が許容しない詩の幸福」と呼び、『仮面の告白』の〈私〉の「セクシュアリティ」（高橋和幸のいう「詩そのもの」に相当）を「現実が許容しない詩の幸福」の比喩だと捉え、『愛の渇き』の悦子の〈底しれないロマネスクな固定観念〉や、『沈める滝』の「鉄と石の世界」もそれと本質的に同じものだと論考している。
そして三島が評論『小説家の休暇』で述べた以下のような一節を引き、そこでは、「生きながらなお小説を書くことが問題として設定され、生きることと小説との間に一種の齟齬が見出されていた」としつつ、しかし〈小説〉は、〈詩〉のように、「生きること」とは対立せず、三島の言う〈小説〉は、「人生（現実）と詩（「現実が許容しない詩」）との対立を含み、それを描いたもの」だと定義している。
そして佐藤は、他の三島のあらゆる小説や戯曲にも、この「芸術＝詩」（「現実が許容しない詩」）と「人生＝現実」との関係性が様々な形で描かれているとし、『仮面の告白』では自己の〈詩〉を否定的に捉えた三島が、その後の作品では逆に、「その〈詩〉を救済している」と考察し、それは一見〈美〉を滅ぼしたかのような『金閣寺』においても、「金閣に火を放った〈私〉に究竟頂で死のうという考えが閃いた」のは、放火の只中で主人公が、「現実が許容しない詩の幸福」を目指したということで、〈究竟頂〉は「〈比びない壮麗な夕やけ〉の世界」「現実を超えた世界」を指すと解説している。
また、『卒塔婆小町』では、老婆が美女に変身するのを見た詩人が、「現実が許容しない詩」を生きてしまったため、「ここで死ななければならない」という構図となり、その8年後に発表された『弱法師』になると、俊徳の幕切れの台詞は、彼の〈詩〉に抗した「桜間への妥協」となり、これから現実の世を生きなければならない「異人」の「苦い覚悟」が示されていると説明している。三島自身が、『鹿鳴館』に比して「私流にずつとリアリスティックな芝居」だと言った『薔薇と海賊』においては、1970年10月の再演を見て三島が涙を流したという「興味深い」エピソードがあることから、その時期すでに「〈現実が許容しない詩〉を、現実として生きること、死の準備を密かに進めていた」三島にとって「楯の会」の計画がどういう意味であったかが窺われるとし、この作品がそれまでのものと異なり、「〈海賊〉という現実をうち破って、〈薔薇〉という虚妄が現実として成立する点で注目される」と佐藤は解説している。
そして、それをより徹底させ、「〈詩〉そのものに近い作品」にしたものが、『憂国』や『英霊の聲』であり、『美しい星』の〈処女懐胎〉を信じる暁子、『午後の曳航』の「独自の論理」の少年たち、『絹と明察』の「泥くさい〈詩〉」を生きる駒沢が登場する作品は、「〈現実が許容しない詩〉を、まさに現実が許容しなかったにもかかわらず、生き延びさせる小説」であると佐藤は解説し、『剣』の国分や、『奔馬』の勲が自殺する作品では、「〈強く正しい者〉という〈詩〉を現実が許容しないならば、〈詩〉が〈詩〉であるうちにそれを断ってしまえば、〈詩〉は生き残る」としている。
遺作の『天人五衰』では、自分を「絶世の美女」と信じる絹江は〈詩〉を生き続け、透は失明することで絹江の一部となり、絹江の自己認識は、「（猫だと信じた）鼠にあった主観・客観の分節」を無効にしてしまうため、そこでは「〈現実が許容しない詩〉が現実であるという堅固な一元性しか存在しない」と佐藤は考察し、三島の小説は「〈詩〉への批評」から始まったが、最後まで〈詩〉は生き延びていたことを以下のようにまとめ、『詩を書く少年』の主題が三島の一生を貫いていたことを論じている。

## おもな収録刊行本

### 単行本
- 『詩を書く少年』（角川小説新書、1956年6月30日） NCID BN15762905
  - カバー絵：パウル・クレー「シンドバッド」。表紙絵意匠：高橋忠弥。紙装。198頁
  - カバー袖（裏）に高橋忠弥によるカバー絵の解説あり。カバー袖に吉田健一「小説の魅力」。付録に著者の「おくがき」
  - 収録作品：「詩を書く少年」「復讐」「江口初女覚書」「家庭裁判」「牡丹」「山の魂」「商ひ人」「志賀寺上人の恋」「あやめ」「恋重荷」「鴛鴦」
  - ※ 初刷でカバー色が異なるものあり。
- 文庫版『花ざかりの森・憂国――自選短編集』（新潮文庫、1968年9月15日。改版1992年3月20日。新版2020年11月1日）
  - 自選解説：三島由紀夫。口絵写真1頁1葉（映画『憂国』スチール）。
  - 収録作品：「花ざかりの森」「中世に於ける一殺人常習者の遺せる哲学的日記の抜萃」「遠乗会」「卵」「詩を書く少年」「海と夕焼」「新聞紙」「牡丹」「橋づくし」「女方」「百万円煎餅」「憂国」「月」
  - ※ 度々カバー改装。新版解説：佐藤秀明

### 全集
- 『三島由紀夫全集9巻（小説IX）』（新潮社、1973年6月25日）
  - 装幀：杉山寧。四六判。背革紙継ぎ装。貼函。
  - 月報：北杜夫「初期作品の思い出など」。《評伝・三島由紀夫 2》佐伯彰一「ハワイにおける三島由紀夫」。《同時代評から 2》虫明亜呂無「『潮騒』『沈める滝』をめぐって」
  - 収録作品：「潮騒」「博覧会」「鍵のかかる部屋」「復讐」「詩を書く少年」「志賀寺上人の恋」「水音」「沈める滝」「海と夕焼」「新聞紙」「商ひ人」「山の魂」「牡丹」
  - ※ 同一内容で豪華限定版（装幀：杉山寧。総革装。天金。緑革貼函。段ボール夫婦外函。A5変型版。本文2色刷）が1,000部あり。
- 『三島由紀夫短篇全集』〈下巻〉（新潮社、1987年11月20日）
  - 布装。セット機械函。四六判。2段組。
  - 収録作品：「家庭裁判」から「蘭陵王」までの73篇。
- 『決定版 三島由紀夫全集19巻・短編5』（新潮社、2002年6月10日）
  - 装幀：新潮社装幀室。装画：柄澤齊。四六判。貼函。布クロス装。丸背。箔押し2色。
  - 月報：吉田知子「同時代の喜び」。葛井欣士郎「花ざかりの追憶」。［小説の創り方19］田中美代子「０氏の自画像」
  - 収録作品：「急停車」「卵」「不満な女たち」「花火」「ラディゲの死」「陽気な恋人」「博覧会」「芸術狐」「鍵のかかる部屋」「復讐」「詩を書く少年」「志賀寺上人の恋」「水音」「S・O・S」「海と夕焼」「新聞紙」「商ひ人」「山の魂」「屋根を歩む」「牡丹」「青いどてら」「十九歳」「足の星座」「施餓鬼舟」「橋づくし」「女方」「色好みの宮」「貴顕」「影」「百万円煎餅」「スタア」「『山の魂』創作ノート」